# 说岳全传
《说岳全传》，全名《精忠演义说本岳王全传》，描写了宋金战争时期南宋岳飞率领宋军抵抗金军南下入侵的英勇事迹，由清代作家钱彩、金丰在各类“岳传”的基础上增订而成。后世一般将钱彩列为“编次”者，金丰列为“增订”者。

## 主题
《说岳全传》为章回小说，以岳飞父子抗金事迹为主。岳飞在民间故事中树立起的正直、忠义、孝顺、英武和神勇的形象，早期即有《大宋中兴通俗演义》、《武穆精忠传》等作品問世，在《说岳全传》里得到充分的体现。北宋靖康之變后，南方的漢族政權（南宋）又多次和北方的非漢族政權（金）衝突；《说岳全传》里的主题，暗含了相当多的漢族文人对于反抗异族侵略、正统政权胜利的传统观念。现在所见到的《说岳全传》最早的刻本，是金丰增訂本，即同治三年（1864年）作序的刻本。

## 情节

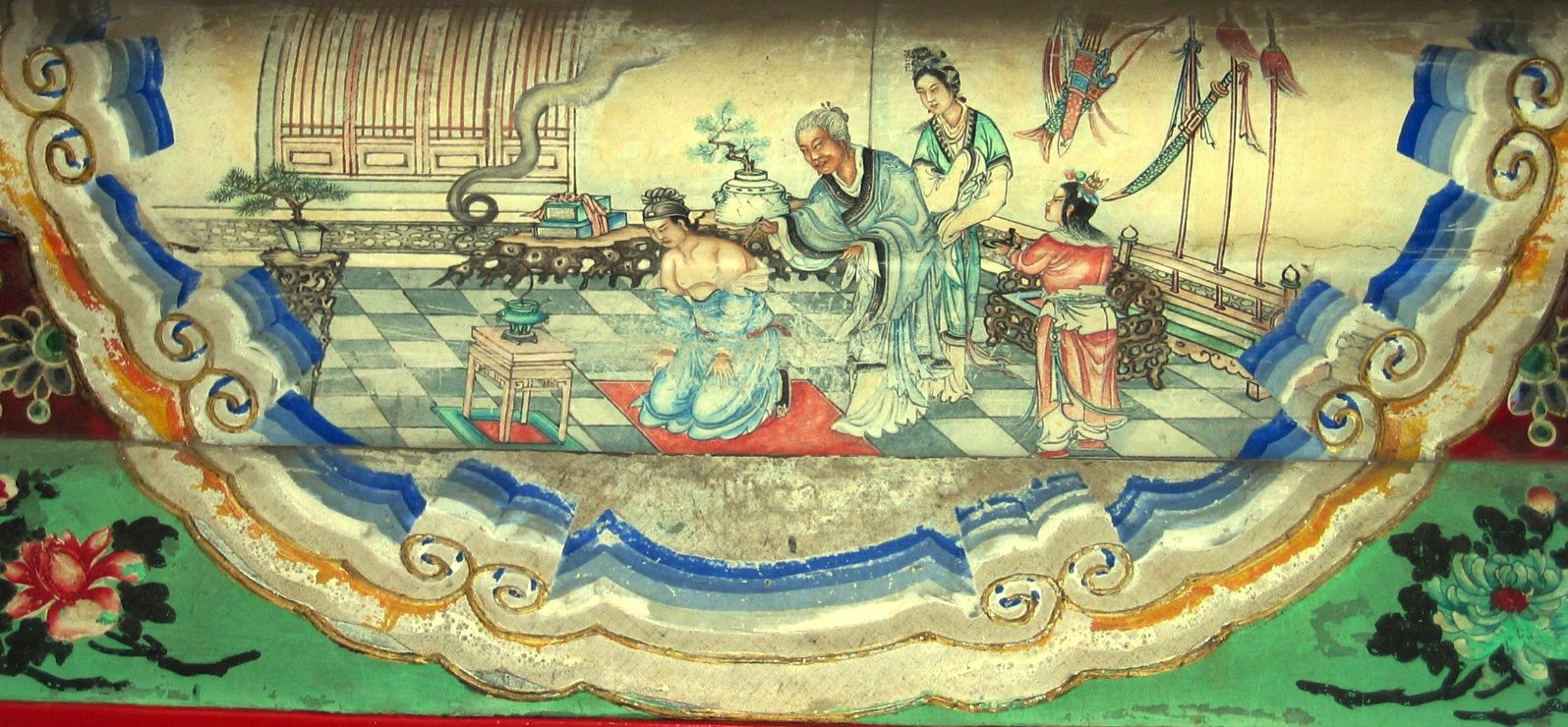
颐和园长廊彩绘中根据《说岳全传》岳母刺字情节的绘画

《说岳全传》从岳飞出生写起。中间情节包括拜师周侗，抢挑小梁王，岳母刺字，鏖兵牛头山，岳云出世，锤震金弹子，朱仙镇大捷。最后到岳飞、岳云、张宪被秦桧等奸臣构陷下狱，以“莫须有”罪名在风波亭杀害。再到岳飞次子岳雷率领宋军打败金人，在朱仙镇大破金兵“连环马”、“铁浮陀”，直捣黄龙府，恭迎二帝还朝；不料秦桧夫妇破坏抗金事业，秦桧矫诏，一日內發十二道金牌令岳飞立即回京，又以“莫须有”罪名冤杀岳飞。第六十二回以後由岳飞之子岳雷、岳霖再領岳家軍全歼金兵、生擒金兀术，金兀术最後气死，牛皋竟然笑死。后半部情节基本上为虚构，前半部也是有違史實。本書重點是塑造了岳飞及其率领的“岳家军”精忠报国的英雄形象，也刻画出以秦桧为代表的投降派人物的丑恶面目。

## 人物
| - 岳飞:为大鹏转生 - 岳云 - 张宪 - 岳雷 - 周侗 - 宋高宗赵构 | - 秦桧:为铁背虬王转生 - 兀术 - 呼延灼，虚构人物，《水浒传》人物 - 韩世忠 - 梁红玉 - 牛皋 | - 杨再兴 - 高宠，虚构人物，高怀德的后裔，挑滑车战死 - 陆文龙，虚构人物 - 哈迷蚩，虚构人物，兀术的军师 - 金節，虚构人物，《水浒传》人物 |

## 简评
《说岳全传》充满了传奇色彩。作品将岳飞单枪闯敌营、梁红玉击鼓战金山、牛皋将金兀术骑于胯下大笑而死等情节，都写得有声有色，富于感染力。《说岳全传》的情节安排，有自己的特色。以岳飞为中心，形成众星拱月之势。此外，作品在纵向主线分明的同时，又注意了横向方面情节的生动性和人物性格的丰富性，纵横交错，条理清晰，主于突出，枝叶茂密，古典小说常用的悬念、埋伏、照应、烘托、渲染等手法都运用自如，比较成功。
《说岳全传》通篇都是说书人口气，语言通俗流畅、简洁明快、精彩动人，可读性强。但由于受传统的因果报应观念影响，《说岳全传》把宋与金的矛盾、忠与奸的矛盾归结为宿怨相报，天数使然，岳飞与金兀术的矛盾被解释为大鹏鸟与赤须龙的冤冤相报，这在一定程度上削弱了现实描写中的爱憎感惰。另外，作品虚构了一个皆大欢喜的大团圆结局：岳飞死后受封、奸臣被惩处、岳雷直捣黄龙、气死了兀术……这种虚构虽然大快人心，但软弱无力，并不高明。
总的说来，《说岳全传》是一部比较优秀的作品，其主导思想是积极的，但也含有一些糟粕；小说艺术上有值得称道的一面，但也有缺陷。
此外，其他如陆登坚贞不屈，李若水面对残酷刑法，凛然不屈，还一口咬下老狼主耳朵；宗泽忧国如焚，大叫“过河杀贼”而死；王佐为了混入金营策反，用“苦肉计”砍下自己胳膊等等，都能给人留下难忘的印象。 
不过书中前生今世因果报应的色彩浓厚，內容多不合史實。岳飞的前世被叙述为如来佛祖头顶大鹏金翅明王，因女土蝠听佛祖讲经时撒屁，啄死女土蝠，而被如来降落红尘，投胎为人。岳飞一世中的冤家对头也都是因为前世与岳飞有怨，而在此世与岳飞作对，如女土蝠投胎王门，后嫁与秦桧为妻，一起陷害岳飞。
谭家健：从写作艺术上看，《说岳全传》可以算是英雄传奇长篇小说中成功的作品。它克服了明代说岳小说普遍存在的生搬历史的毛病，广泛吸收元明戏曲和民间说唱文学中的故事，进行再创造。其基本倾向是现实主义的，它没有像其他传奇小说那样，把英雄写成超人的神。它的人物都是有血有肉的具体形象，很多故事和情节，写得非常真实、生动、具体，体现了恩格斯所说细节描写的真实性的要求。
林辰：钱彩的《说岳全传》，应视为清初历史演义小说中的重要成员之一，它与《东周列国志》、《隋唐演义》一样，属于续补他人之作。但钱彩与蔡元放、褚人获不同，它以其创造性的删、补、改写使作品的思想和艺术性，远远地超出以前的大宋中兴故事。在历史演义小说中，《说岳全传》是颇具特色的一部优秀的代表作。
王先霈：《说岳全传》本书吸收前代有关岳飞演义的精华，加入许多有关岳飞的民间传说，故能后来居上，成为岳飞故事著作中最流行、最受民众欢迎的作品。